# 카이난투
카이난투(Kainantu)는 파푸아뉴기니 이스턴하일랜즈주의 도시이다. 제2차 세계 대전 동안 비행장이 있는 도시로 전략적 중요성을 가졌다. 현재는 주변 농촌의 실용 작물 및 식량 생산자들 사이를 이어주는 시장 도시로서의 기능을 수행하고 있다.
카이나투는 라에로부터 170km, 고로카로부터 90km 떨어진 하일랜즈 고속도로에 위치해 있으며 아이유라 계곡과 우카룸파 선교사 본부로부터 7마일 떨어져 있다. 카이나투는 학교, 병원, 경찰서, 지방법원, 영화관 및 각종 서비스업이 들어서 있으나 파푸아 뉴기니의 많은 다른 도시들처럼 식민시기가 끝남과 함께 퇴보하였다가 현재는 다시 상업이 활성화되기 시작하고 있다.